# Funicular de Río de la Pila
| Santander |  |                 |
|           |  | Río de la Pila  |
|           |  | San Sebastián   |
|           |  | Prado San Roque |
|           |  | General Dávila  |

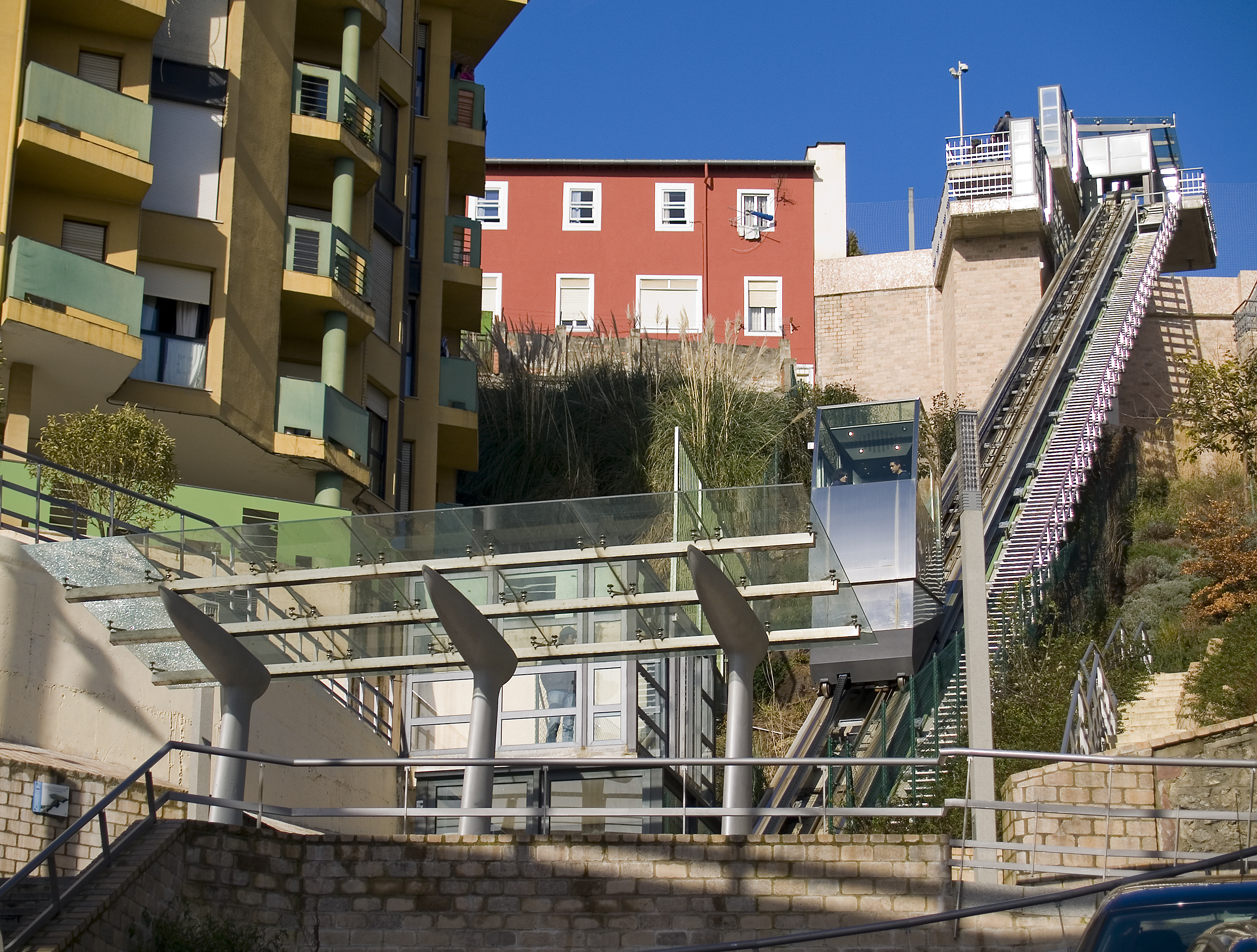
Funicular Río de la Pila.

El funicular del Río de la Pila, ubicado en Santander (Cantabria, España), une la calle Río de la Pila con la calle del Prado de San Roque y fue inaugurado el 11 de julio de 2008. Tiene capacidad para 20 personas y está permitido el transporte de bicicletas restringido al espacio señalizado, aunque teniendo preferencia de uso las personas. Su utilización es gratuita y se encuentra operativo entre las seis de la mañana y las doce de la noche. Es el único funicular existente en Cantabria. 
El funicular salva la fuerte pendiente situada al sur del paseo del General Dávila, recorriendo 78 metros con cuatro paradas: Río de la Pila, calle San Sebastián, Prado San Roque y campo de fútbol de El Regimiento en el paseo del General Dávila.
La construcción de este medio de transporte estuvo presupuestada en 4 millones de euros por el Ayuntamiento de Santander, incluyendo en el proyecto la renovación urbana del Río de la Pila, de donde tiene una de sus cabeceras el funicular, y el acondicionamiento del campo de fútbol de El Regimiento, lugar de la otra cabecera. 
La segunda fase tuvo un coste de 2,1 millones de euros, de los cuales 700 000 fueron aportados por la Unión Europea dentro del proyecto Urban del Fondo Europeo de Desarrollo Regional. En esta fase se incluyó la renovación de las escaleras del Río de la Pila, la construcción de una rampa de acceso para personas con discapacidad, la instalación de escaleras mecánicas de acceso a la estación inferior y el propio funicular.
Su construcción obligó a desalojar de sus viviendas a 15 familias que fueron reubicadas y que vivían en varios edificios que fueron expropiados y derribados tras resolver algunos problemas de contaminación detectados.